# Vittorio Benedetti (arbitro)
Vittorio Benedetti (Bastia Umbra, 30 settembre 1940 – Roma, 18 gennaio 2017) è stato un arbitro di calcio italiano.

## Biografia
Nato a Bastia Umbra, in provincia di Perugia, nel 1940, faceva però parte della sezione AIA di Roma.
Iniziò ad arbitrare a 19 anni, nel 1959. 
Il 29 ottobre 1972, a 32 anni, esordì in Serie B, arbitrando Taranto-Catania del 7º turno di campionato, terminata 0-0. 
Debuttò in massima serie la stagione successiva, a 33 anni, dirigendo L.R. Vicenza-Cesena 0-0 del 28 aprile 1974, 27ª giornata di campionato.
Il 9 maggio 1979 arbitrò il derby d'Italia Inter-Juventus, ritorno dei quarti di finale di Coppa Italia, vinto per 1-0 dai nerazzurri con autogol di Furino, che però uscirono dalla competizione a causa della sconfitta per 3-1 dell'andata a Torino.
Chiuse la carriera arbitrale alla fine della stagione calcistica 1983-1984, arbitrando per l'ultima volta in Serie A il 12 febbraio 1984, in Catania-Milan del 19º turno di campionato, finita 1-1; secondo alcune fonti, le polemiche suscitate dall'ingiusto annullamento di un gol in rovesciata di Aldo Cantarutti - che avrebbe dato la vittoria agli etnei - lo convinsero a dare le dimissioni da arbitro. L'ultima gara diretta in carriera fu Monza-Arezzo 0-0, 24ª giornata della Serie B 1983-1984, il 4 marzo 1984. In totale in carriera diresse 72 gare in Serie A e 101 in Serie B.
Dopo il termine della carriera arbitrale, nel 1988 diventò commissario della CAN Dilettanti, nel 1990 commissario della Serie D, dal 1992 al 1993 designatore della Serie C. Nel 1997 divenne dirigente addetto all'arbitro della Roma. Morì nel gennaio 2017, a 76 anni.